# Pé descalço

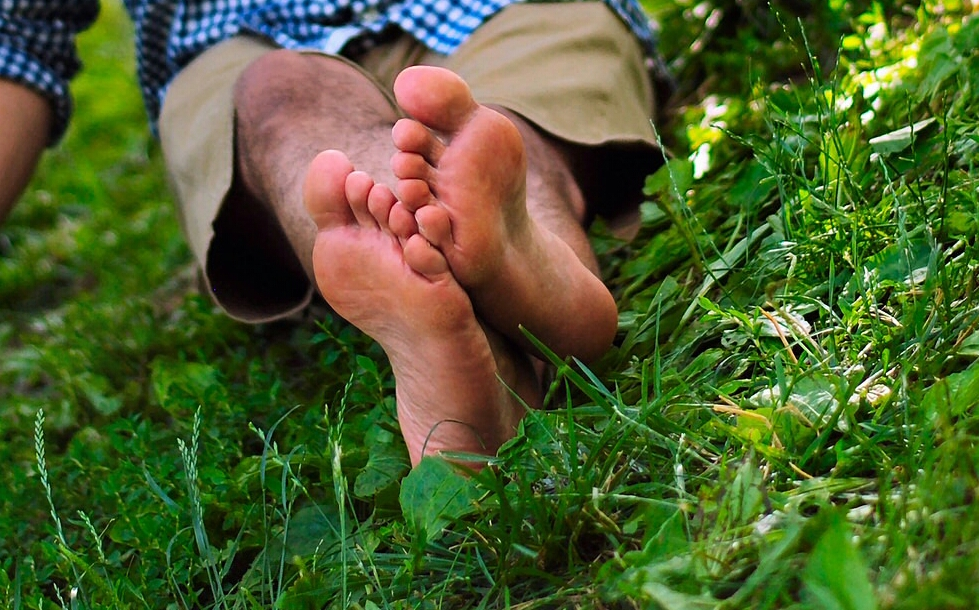
Pés descalços

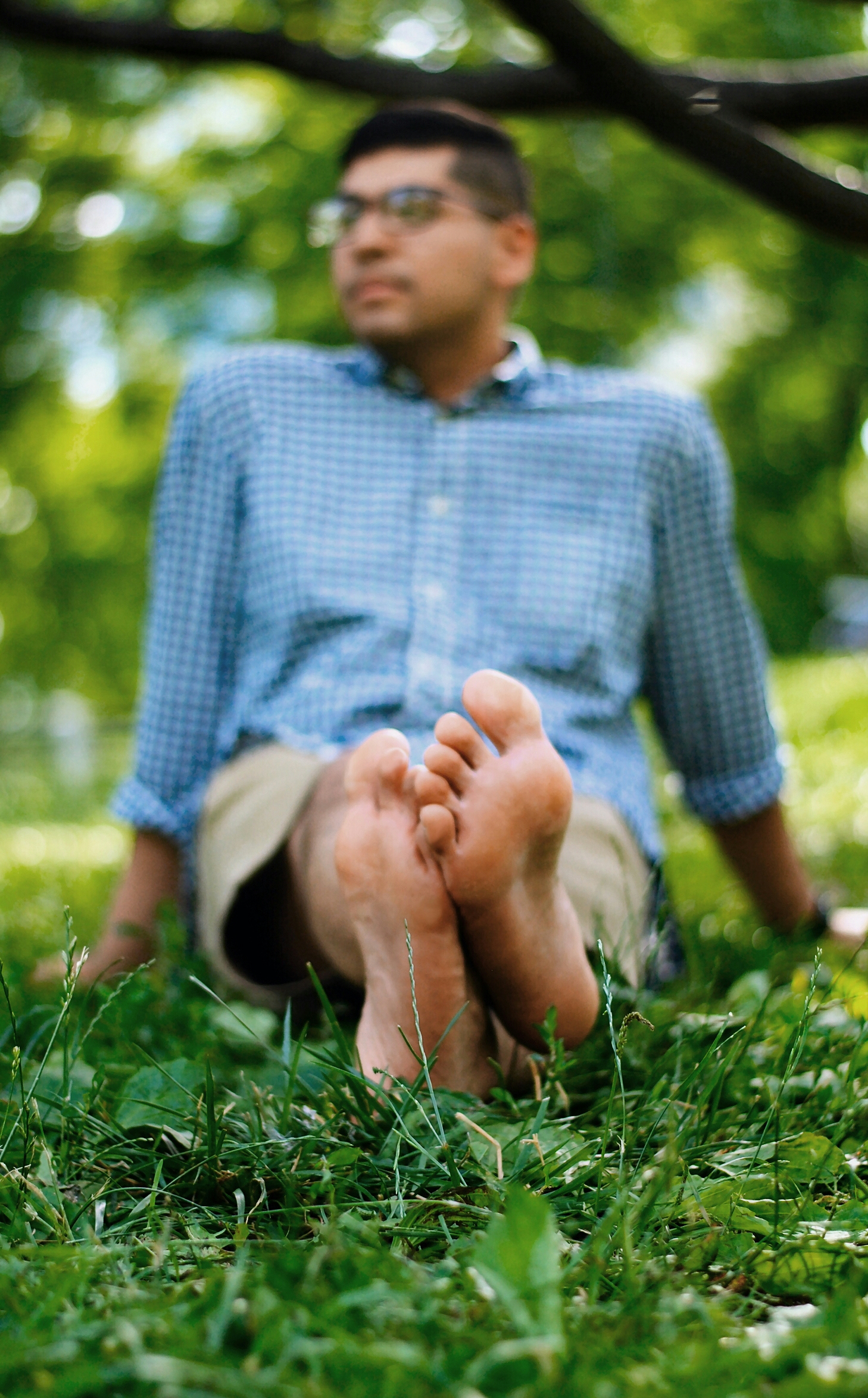
Homem em repouso na relva com pés descalços.

Pé descalço ou pés descalços é o termo que designa o estado de não utilização de calçado ou meias, ou seja, os pés estão expostos.

## Antropologia social e religiosa
Vários povos da Antiguidade, como os antigos egípcios, antigos hindus e antigos gregos, estavam frequentemente de pés descalços. Os egípcios e os hindus usavam calçado ornamental, como por exemplo uma sandália sem sola conhecida como "Cleópatra", que não conferia nenhuma proteção à sola do pé. Os atletas dos Jogos Olímpicos da Antiguidade participavam de pés descalços e, até em geral, nus. Mesmo as divindades e heróis míticos eram representados de pés descalços, os hoplitas combatiam descalços e os exércitos de Alexandre, o Grande, estavam frequentemente descalços.
Tal como outras partes do corpo, os pés - especialmente quando eles estão nus - são responsáveis por um forte simbolismo religioso. Todas as grandes religiões asiáticas exigem que os fiéis deverão estar descalços ou pelo menos sem sapatos, quando entram num lugar sagrado (templo ou mesquita). Estar com os pés descalços é reconhecer um estado de impureza. Os pés nus, na verdade, expressam a nudez total da criatura em sua dependência face a face ao seu criador. A exposição dos pés confere uma forma de vulnerabilidade e de humildade para a pessoa em causa.
No judaico-cristianismo existe a mesma simbologia. A santidade do lugar onde Deus está presente, reforçada pela existência de pés descalços, é referida na Bíblia em várias passagens: "Tire as sandálias, pois está em terra santa" (Ex. 3:5, Jos 5:15, Ex. 30: 18-21).
No Novo Testamento simplesmente é referida a confiança em Deus que deve acompanhar todo o missionário cristão: "não obterá túnicas, nem sandálias, nem pessoal" (Mt 10:10; Lc 10: 4).
No islamismo e no hinduísmo, a entrada em mesquitas ou templos é condicionada aos fiéis ou visitantes de pés descalços ou com meias